# Labëria

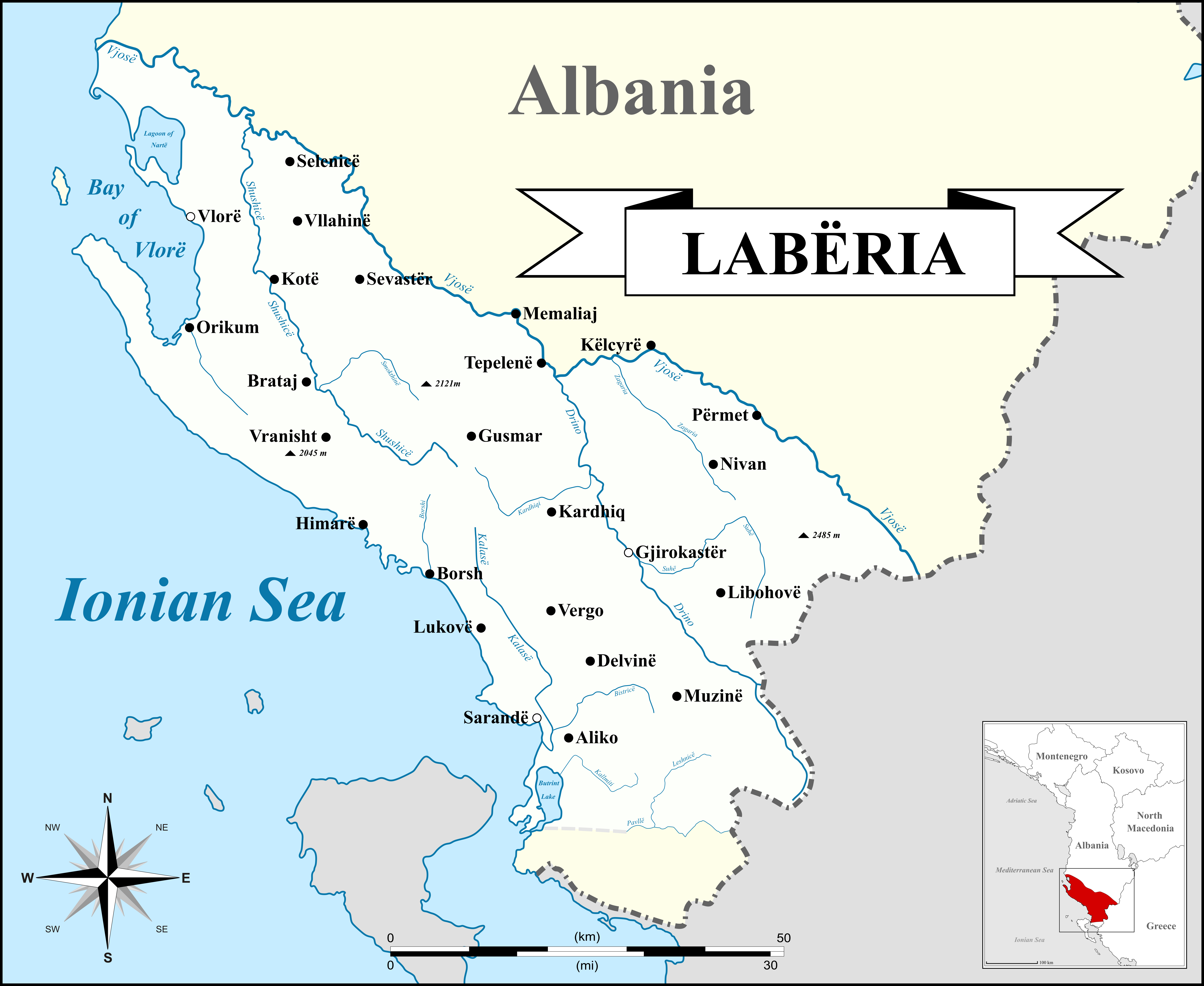
Karte der Labëria

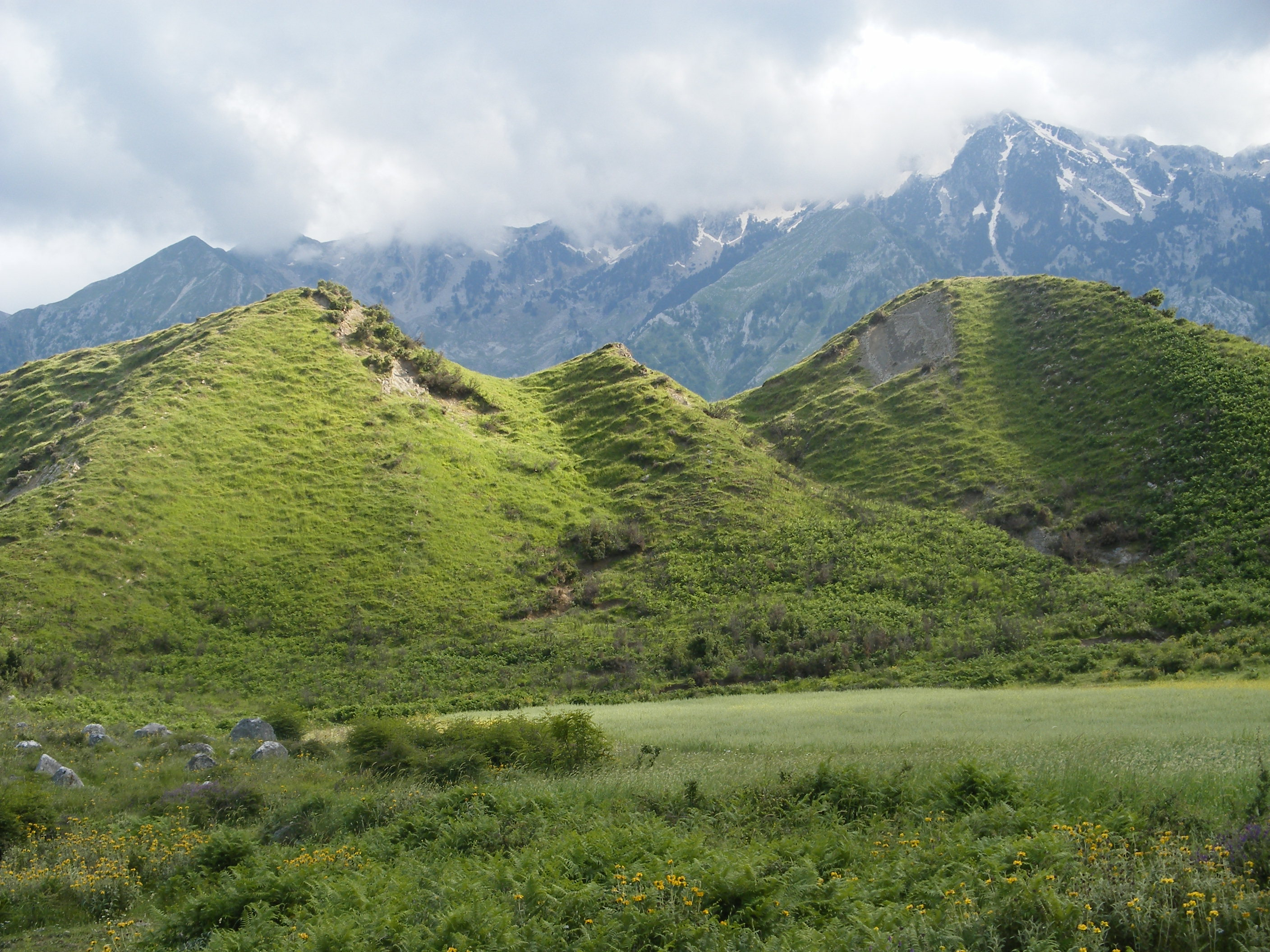
Hügelformationen in Hore-Vranisht

Die Labëria (albanisch unbestimmte Form: Labëri) ist eine Region im südwestlichen Albanien an der Adria und am Ionischen Meer zwischen Vlora und der Grenze zu Griechenland bei Saranda, die Gjirokastra umfasst und im Nordosten bis zur Stadt Tepelena reicht.
Das Gebiet bildet keine geographische Einheit, sondern setzt sich aus mehreren Gebirgszügen, Tälern und Hochebenen zusammen. Die alteingesessenen albanischen Bewohner der Region werden auch „Laben“ genannt; sie sprechen einen eigenen toskischen Dialekt. 
Die Labëria ist bekannt für ihre reichhaltige Folklore. Noch bis Mitte des 20. Jahrhunderts waren farbenprächtige Trachten weit verbreitet und bis heute wird der polyphone Gesang, der wegen der sie begleitenden Bordunstimme Iso-Polyphonie genannt wird, gepflegt. Diese Gesangsform wurde 2008 von der UNESCO in die Repräsentative Liste des immateriellen Kulturerbes der Menschheit aufgenommen.
Nach der Labëria wurde auch die in weiten Gebieten Südalbaniens verbreitete Version des altertümlichen Gewohnheitsrechts Kanun benannt.